# Rémy Martin (entreprise)
Pour les articles homonymes, voir Rémy Martin.
Rémy Martin est une des grandes maisons de cognac. Fondée en 1724 et basée aujourd’hui dans la ville de Cognac, cette maison est l'un des principaux acteurs de la production et fabrication du cognac (eau-de-vie) en France. Elle s’est spécialisée dans la production de cognacs Fine Champagne. Elle fait partie du Comité Colbert, cette association regroupant des maisons de luxe pour promouvoir le savoir-faire français. 
La société appartient depuis 1991 au groupe de spiritueux Rémy Cointreau. Son produit le plus prestigieux est le cognac Louis XIII.

## Historique

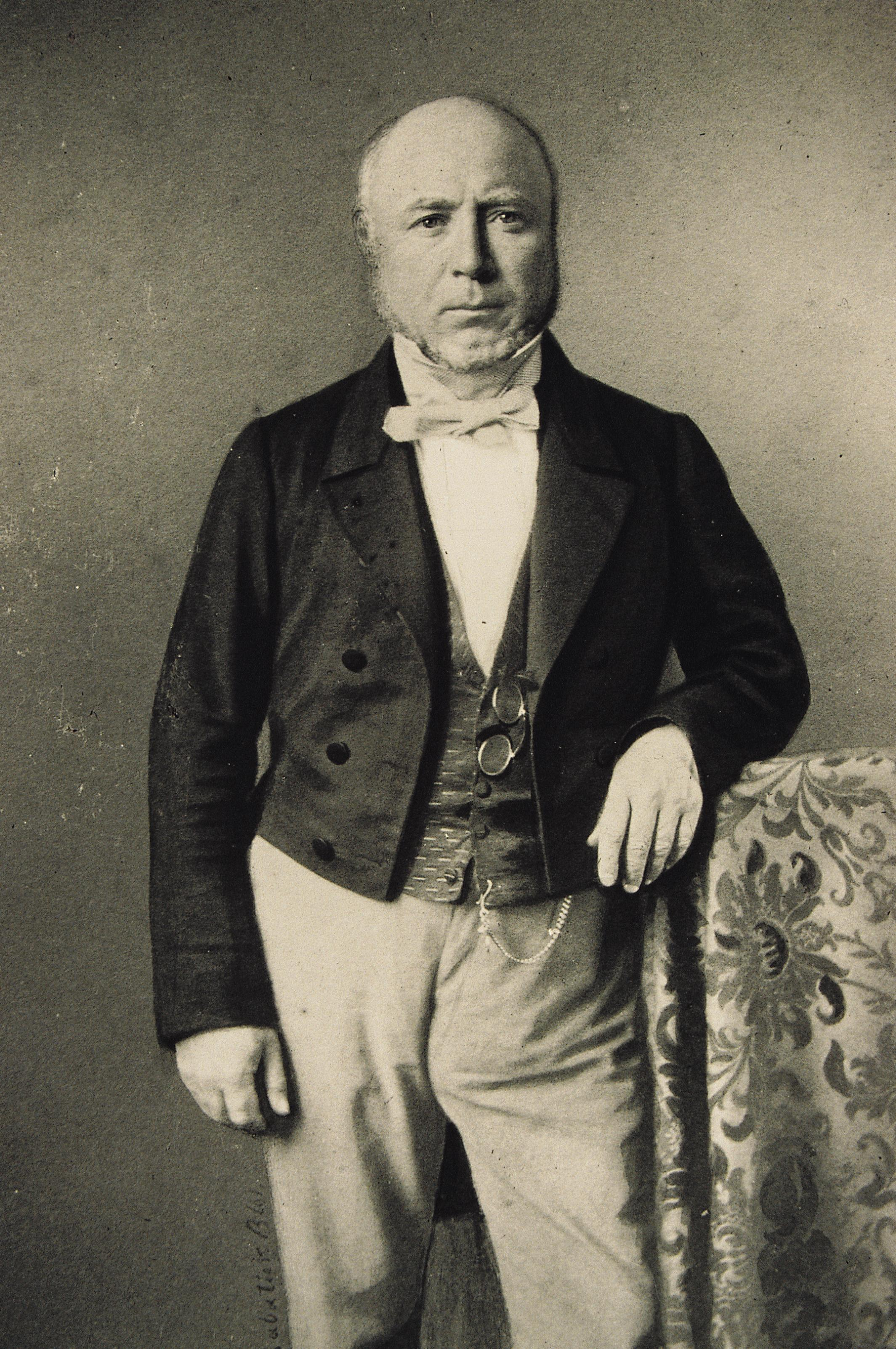
Paul-Emile Rémy Martin (1810-?)

Le nom Rémy Martin qui est à l’origine de la maison remonte à 1695. Né près de Rouillac, il crée en 1724 une maison de négoce en eau-de-vie charentaise. Mort en 1773, c’est son petit-fils, également prénommé Rémy, qui poursuit l’affaire.
En 1841, son petit-fils Paul-Emile-Rémy Martin lui succède. La maison connaît une progression importante et en 1870, le symbole du centaure est choisi comme logo. L'internationalisation commence dans les années 1910 en Russie, en Chine et aux États-Unis.
Durant l’entre-deux-guerres, André Renaud (1882-1965), juriste de formation et négociant, associé depuis 1910 de la société E. Rémy Martin & C°, prend la direction. En 1927, la marque lance le cognac VSOP Fine Champagne et les cognacs Rémy Martin se vendent dans le monde entier.
Depuis 1948, Rémy Martin assemble l'intégralité de ses cognacs à partir des deux crus du cœur de la région de Cognac : Petite Champagne et Grande Champagne. L’appellation Cognac Fine Champagne Contrôlée détermine des eaux-de-vie issues exclusivement de Grande Champagne et de Petite Champagne avec au moins 50 % de Grande Champagne.
Après la Seconde Guerre mondiale, la maison Rémy Martin continue son ascension sous la direction d’André Hériard-Dubreuil (1917-2002), le gendre d’André Renaud. Au décès d’André Renaud en 1965, André Hériard-Dubreuil devient président. Il est à l'origine des premiers contrats avec les viticulteurs et les distillateurs des aires de production de Grande et Petite Champagne de la région de Cognac. Ses enfants le rejoignent progressivement, notamment sa fille Dominique Hériard-Dubreuil qui devient directrice générale en 1988. 
La maison Rémy Martin intègre en 1991 le groupe Rémy Cointreau. Elle en prend la présidence en 1998, et est présidente du directoire du groupe de 2001 à 2013, date à laquelle elle cède son poste à son frère, François Hériard Dubreuil.

## Production
Les cognacs Rémy Martin ont tous l’appellation Cognac Fine Champagne. Cela signifie qu’ils proviennent exclusivement d’assemblage d'eaux-de-vie des deux premiers crus de l’AOC Cognac, la Grande Champagne et la Petite Champagne avec au moins 50 % de Grande Champagne. Sur les meilleurs sols calcaires, les eaux-de-vie sont dotées d’un grand potentiel de vieillissement et d’une intensité aromatique particulière. Depuis 1948, sous l’impulsion d’André Renaud, la maison Rémy Martin a fait ce choix exclusif. Dans les années 1960, fut créée à l’initiative de la maison Rémy Martin, en la personne d’André Hériard Dubreuil, l’Alliance Fine Champagne. Cette coopérative regroupe près d’un millier de vignerons de Petite Champagne et de Grande Champagne et fournit près de 90 % des eaux-de-vie de la maison Rémy Martin. La Maison Rémy Martin commercialise plus de 80 % des Cognacs Fine Champagne.
Le savoir-faire de la maison Rémy Martin repose aussi sur une distillation traditionnelle sur lies dans de petits alambics. La longue phase de vieillissement s’opère en fûts de chêne du Limousin qui donne aux eaux-de-vie une très large palette de saveurs. Les eaux-de-vie vont ensuite se polir pendant des années d’élevage, période durant laquelle les émanations du cognac, la part des anges va noircir les murs des chais. Vient enfin la phase de mariage des différents fûts, la coupe ou l’assemblage, et l'ajustement de la coloration à l'aide de colorant caramel.
L’actuel maître de chai de la maison Rémy Martin est Baptiste Loiseau. Il a obtenu ce titre en 2014 à l’âge de 34 ans. Ses prédécesseurs furent André Renaud, André Giraud, Georges Clot et Pierrette Trichet.

## Produits

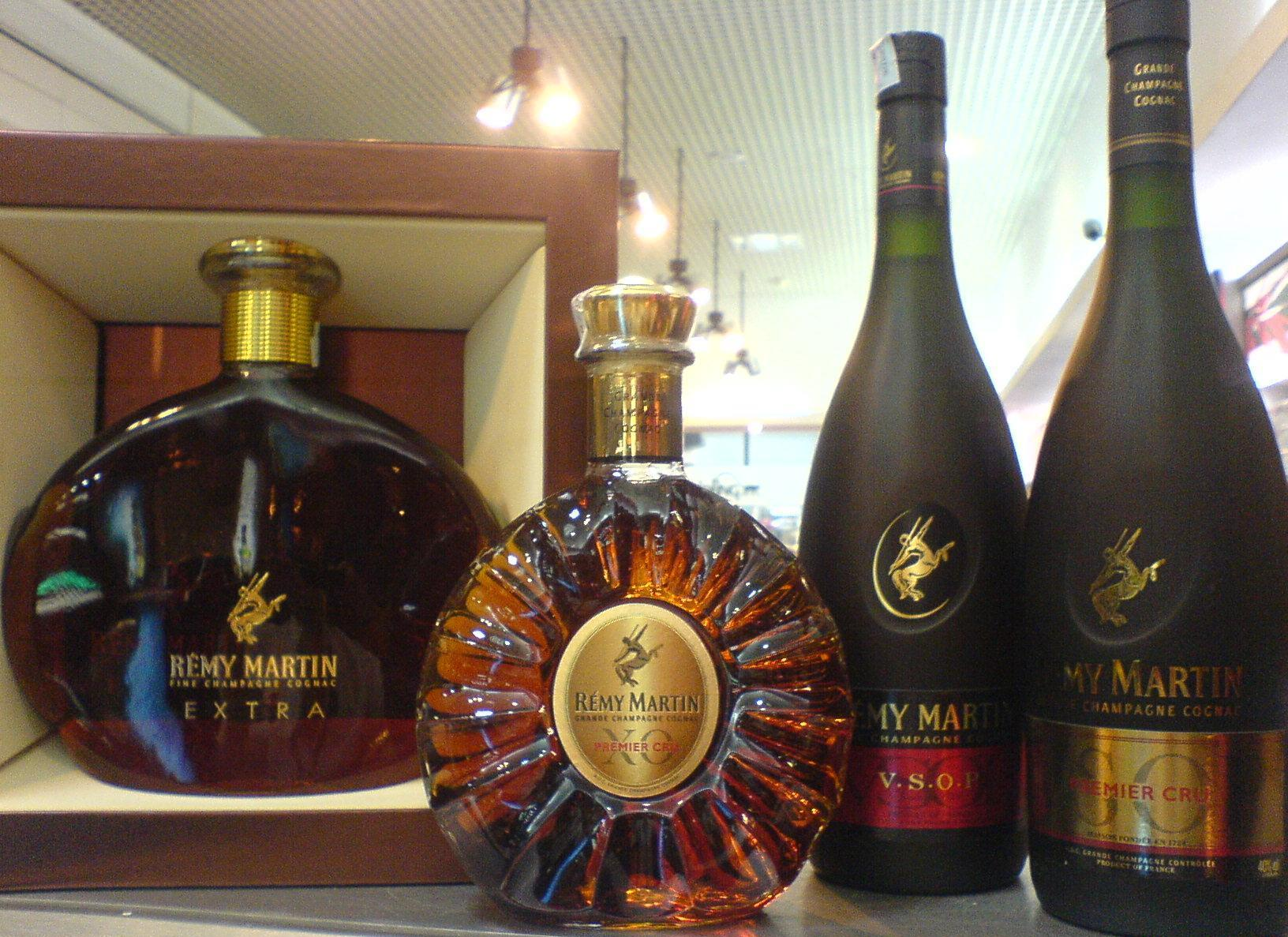
Rémy Martin fine champagne cognac extra, XO & VSOP

### Rémy Martin VSOP
Créé en 1927, il est devenu le VSOP le plus vendu du monde. La bouteille en verre dépoli est introduite en 1972.

### Rémy Martin VSOP Mature Cask Finish
Exclusivement disponible en Europe, VSOP Mature Cask Finish fut créé en 2011. Issu des mêmes terroirs de Grande et de Petite Champagne, ce cognac va connaître après l’assemblage final une dernière année dans des vieux fûts de chêne. Ces tonneaux ont servi à vieillir pendant plus de vingt ans de rares eaux-de-vie.

### Rémy Martin 1738  Accord Royal
Lancé en 1997 en hommage à Louis XV lorsqu’il accorda, en cette année, à Rémy Martin une dérogation exceptionnelle pour agrandir son vignoble.

### Rémy Martin CLUB
Exclusivement disponible en Asie, CLUB est introduit en 1986. En 2015, la bouteille connectée CLUB est lancée en Chine avec une application sur smartphone pour certifier de l’authenticité du flacon.

### Rémy Martin XO
Créé par le maître du chai André Giraud en 1981, XO (eXtra Old) est un assemblage de jusqu'à 400 eaux-de-vie.

### Rémy Martin Carte Blanche à Baptiste Loiseau
Un assemblage unique d’un seul tonneau sélectionné par le maître de chai. Les eaux-de-vie ont au moins 20 ans.

### Rémy Martin Centaure De Diamant
Élaboré à partir de 10 % des plus belles eaux-de-vie déjà sélectionnées. C’est un assemblage de 300 à 400 lots.

### Rémy Martin Cellar Master Selection
Exclusivement vendu aux boutiques hors taxes, Cellar 16 (Prime Cellar Selection) et Cellar 28 (Reserve Cellar Selection) sont des sélections particulières du maître de chai.

## Culture
En 1992, la marque est citée dans le film américain Reservoir Dogs, lors de l'entrevue entre Joe Cabot et Mr Blond qui vient de sortir de prison, et se voit proposer par son hôte « une petite fine, Rémy Martin ». 
La même année, le rappeur américain Dr. Dre cite Rémy Martin dans sa chanson Let Me Ride (The Chronic, 1992) .
En 2000, le rappeur américain Eminem cite Rémy Martin dans sa chanson Marshall Mathers (The Marshall Mathers LP, 2000).
En 2001, la marque est citée par Busta Rhymes dans l'hymne au cognac Pass the Courvoisier, Part II, en collaboration avec Sean Combs (P. Diddy) et Pharrell Williams.
En 2011, la marque apparaît dans le clip She Doesn't Mind de Sean Paul.
En 2013, la marque apparaît dans le clip Blurred Lines de Robin Thicke en collaboration avec Pharrell Williams, la même année la marque apparait dans le clip Give it 2 U de Robin Thicke, une reprise d'une chanson de Madonna et Pharrell Williams, au côté d'autres placements de produits comme les enceintes Beats by DRE.
En 2014, la marque apparaît dans le clip No Love de Lil Jim.
En 2014, la marque 1738 Accord Royal de Rémy Martin est la toute première parole et la toute première image du tout premier clip du rappeur américain Fetty Wap, Trap Queen, au côté d'autres placements de produits comme Puma, Yankees de New York (une marque Puma) et Bentley Motors.
La marque est citée par David Lagercrantz dans le roman Ce qui ne me tue pas, quatrième tome de la série littéraire Millénium, paru en 2015 : « Il commençait à explorer les diverses bouteilles quand son téléphone se mit à sonner. Le nom d'Andrei Zander s'afficha sur l'écran, mais quand Mickael décrocha, il n'eut personne au bout du fil. Sans doute le coup du téléphone dans la poche, se dit-il et, un peu troublé, il remplit deux verres de Rémy Martin et retourna s'installer à côté de Holger Palmgren. »